# Minoru Takase
Minoru Takase (高勢実乗, Takase Minoru), parfois crédité sous le nom de Ippei Sōma (相馬一平, Sōma Ippei), né le 13 décembre 1897 et mort le 19 novembre 1947, est un acteur japonais. Son vrai nom est Shin'ichi Notoya (能登谷新ー, Notoya Shin'ichi).

## Biographie
Minoru Takase a tourné dans près de 200 films entre 1915 et 1947.

## Filmographie partielle

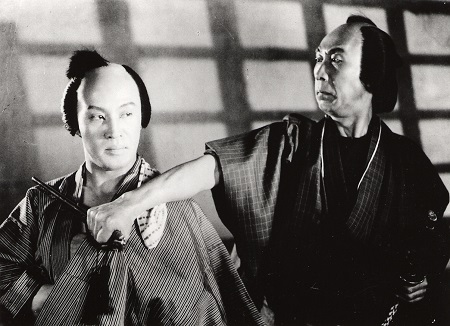
Denjirō Ōkōchi et Minoru Takase dans Le Chevalier voleur (1931).

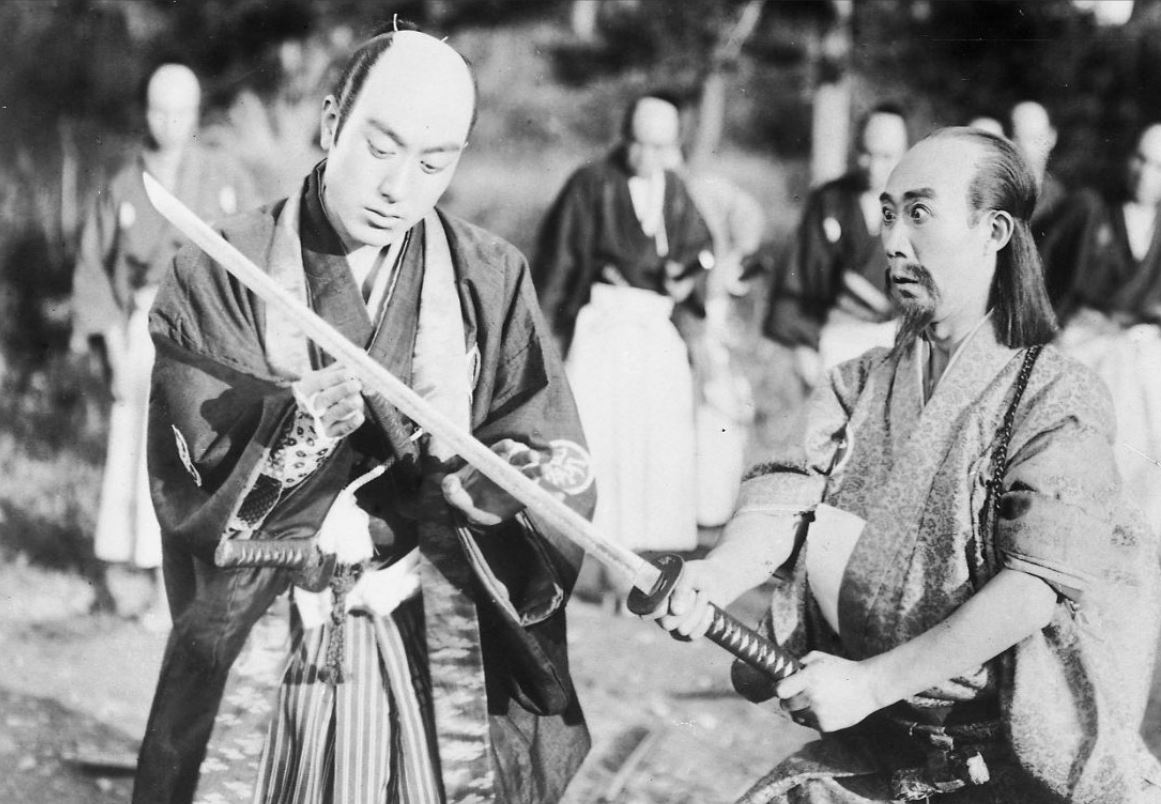
Chiezō Kataoka et Minoru Takase dans L'Incomparable Patriote (1932).

- 1926 : Une page folle (狂った一頁, Kurutta Ippēji?) de Teinosuke Kinugasa : homme fou A
- 1926 : De beaux et de mauvais jours I (照る日くもる日 第一篇, Teru hi kumoru hi: Daiippen?) de Teinosuke Kinugasa : Hosoki Shinnojo
- 1926 : L'Enfant prodige (麒麟児, Kirinji?) de Teinosuke Kinugasa : Yoroibashiri Tatsuzo
- 1927 : Chigo no kenpō (稚児の剣法?) de Minoru Inuzuka
- 1927 : Le Chardon démoniaque (鬼あざみ, Oni azami?) de Teinosuke Kinugasa
- 1927 : La Casoar (火食鳥, Hikuidori?) de Teinosuke Kinugasa
- 1927 : L'Épée folle sous la lune (月下の狂刃, Gekka no kyōjin?) de Teinosuke Kinugasa
- 1928 : L'Enfant Benten (弁天小僧, Benten kozō?) de Teinosuke Kinugasa : Nihon Daemon
- 1928 : Chronique d'un pays marin (海国記, Kaikokuki?) de Teinosuke Kinugasa : Kanbei
- 1928 : Carrefour (十字路, Jūjiro?) de Teinosuke Kinugasa : le faux policier
- 1931 : Le Chevalier voleur (御誂治郎吉格子, Oatsurae Jirokichi Koshi?) de Daisuke Itō : Nikichi, le frère d'Osen
- 1932 : L'Incomparable Patriote (国士無双, Kokushi musō?) de Mansaku Itami
- 1935 : Le Pot d'un million de ryō (丹下左膳余話 百萬両の壺, Tange Sazen yowa: Hyakuman ryō no tsubo?) de Sadao Yamanaka : Shigeju
- 1936 : Kōchiyama Sōshun (河内山宗俊?) de Sadao Yamanaka : Hyōe Mojūrō
- 1940 : Acteurs ambulants (旅役者, Tabi yakusha?) de Mikio Naruse